# Karl Hoffmann (Polizist)
Karl Hoffmann (* 7. August 1887 in Nienburg/Weser; † 20. Dezember 1970 in Kassel) war ein deutscher leitender Polizeibeamter und SS-Führer, zuletzt Generalmajor der Polizei und SS-Brigadeführer.

## Leben
Hoffmann beendete seine Schullaufbahn 1907 in Dessau mit dem Abitur und schlug danach die Laufbahn eines Berufssoldaten in der Preußischen Armee ein. Nachdem er bei Pionier-Bataillonen in Stettin und Köln stationiert war, absolvierte er einen zweijährigen Lehrgang an der Militärtechnischen Akademie Charlottenburg. Ab Februar 1913 war er als Adjutant in einem Pionier-Bataillon sowie beim Kommando der Pioniere des VII. Armee-Korps in Münster eingesetzt. Ab August 1914 nahm er als Adjutant und Kompanieführer mit Pionier-Regimentern am Ersten Weltkrieg teil, zuletzt im Rang eines Hauptmanns der Pioniere beim Generalkommando des IV. Armee-Korps und Kommandeursadjutant der Pioniere des VII. Armee-Korps in Münster.
Nach Kriegsende wurde er zur Sicherheitspolizei der Provinz Sachsen übernommen und war bis Ende März 1923 Adjutant der Gruppe Halle (Saale). Im April 1923 wurde er zum Polizei-Major befördert und nach Harburg-Wilhelmsburg abgeordnet. Von da wechselte er 1927 zur Schutzpolizei nach Breslau und 1932 als Inspektionsführer beim Kommando der Schutzpolizei nach Köln.
| Hoffmanns SS- und Polizeiränge | Hoffmanns SS- und Polizeiränge   |
| Datum                          | Rang                             |
| ------------------------------ | -------------------------------- |
| 1923                           | Polizei-Major                    |
| 1934                           | Oberstleutnant der Schutzpolizei |
| 1935                           | Oberst der Schutzpolizei         |
| Juni 1940                      | SS-Standartenführer              |
| Oktober 1941                   | SS-Oberführer                    |
| Dezember 1942                  | SS-Brigadeführer                 |
| Juli 1943                      | Generalmajor der Polizei         |

Nach der nationalsozialistischen „Machtergreifung“ trat Hoffmann zum 1. Mai 1933 der NSDAP bei (Mitgliedsnummer 2.125.067). In Köln wurde er 1935 zum Oberst befördert und bekleidete seitdem dort den Posten des Kommandeurs der Schutzpolizei. Von Anfang Oktober 1936 bis Ende Juli 1937 war er Inspekteur der Ordnungspolizei (IdO) in der Provinz Hessen-Nassau mit Dienstsitz Kassel. Von Mitte August 1937 bis Dezember 1940 war er IdO Bayern-Süd und unmittelbar nach dem Anschluss Österreichs in Personalunion für wenige Wochen IdO Innsbruck. Im April 1939 wurde er im Rang eines Standartenführers in die SS übernommen (SS-Nummer 323.877). Von Dezember 1940 bis Ende September 1943 war er IdO im Wehrkreis IX mit Dienstsitz Kassel. Anfang Oktober 1943 trat er in den Ruhestand. Über seinen weiteren Lebensweg liegen keine Angaben vor.